# 데브라리 스콧
데브라리 스콧(Debralee Scott, 1953년 4월 2일 ~ 2005년 4월 5일)은 미국의 배우, 텔레비전 배우, 영화배우이다.
엘리자베스에서 태어났다.

## 영화
- 폴리스 아카데미 3 - 재훈련 (1986년)
- 폴리스 아카데미 (1984년)
- 팬더모니엄(영어판) (1982년) - 샌디 역
- 데스 문 (1978년)
- 크레이지 월드 오브 줄리어스 브루더 (1974년)
- 피터 프라우드의 환생 (1974년)
- 청춘 낙서 (1973년)
- 나비의 외출 (1972년)
- 더티 해리 (1971년)